# 東管頭南駅
東管頭南駅（とうかんとうなんえき）とは中華人民共和国北京市豊台区に位置する北京地下鉄房山線の駅である。

## 歴史
- 2020年12月31日 - 房山線が開業。[1]
- 2022年12月31日 - 16号線が開業。

## 駅構造

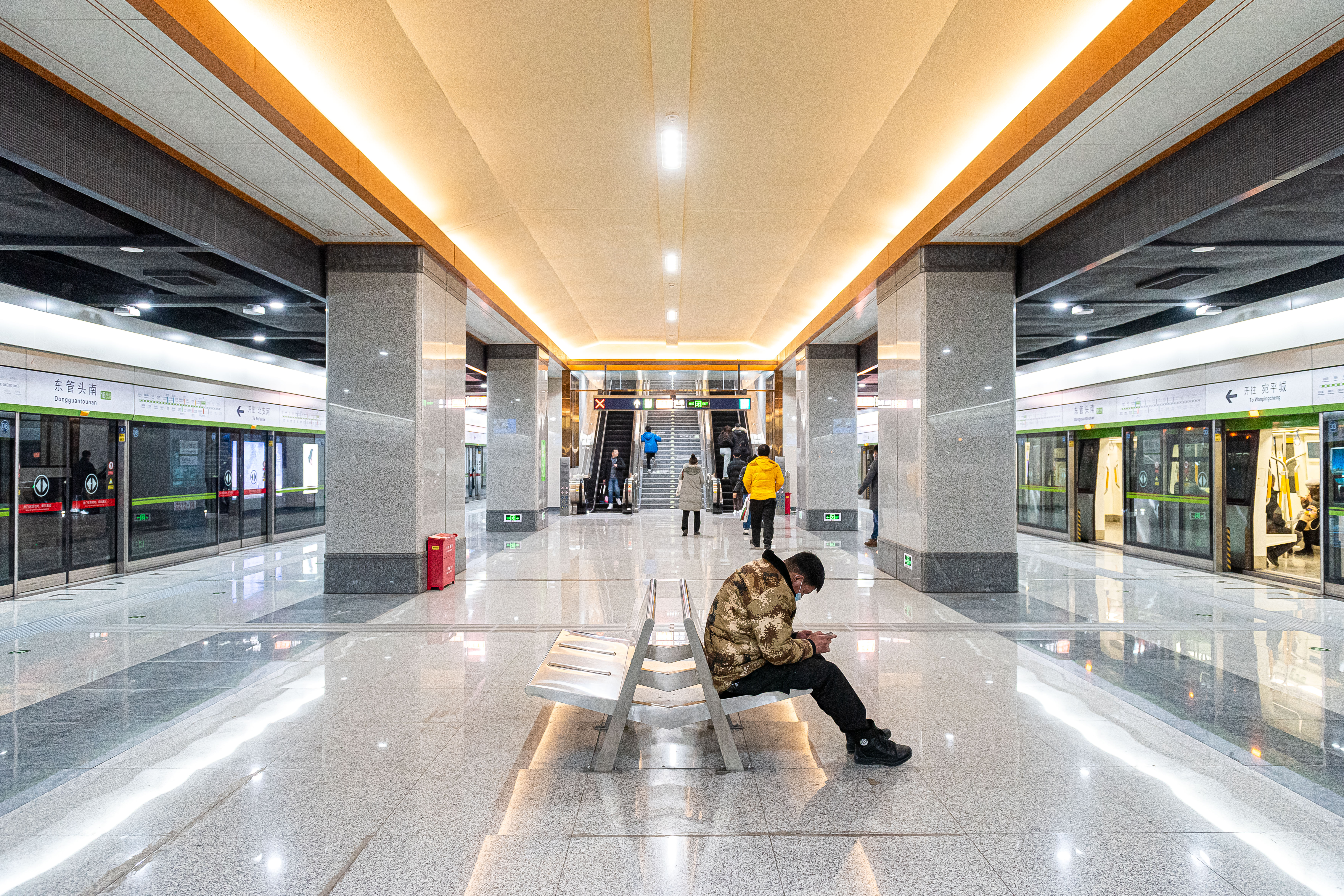
16号線ホーム

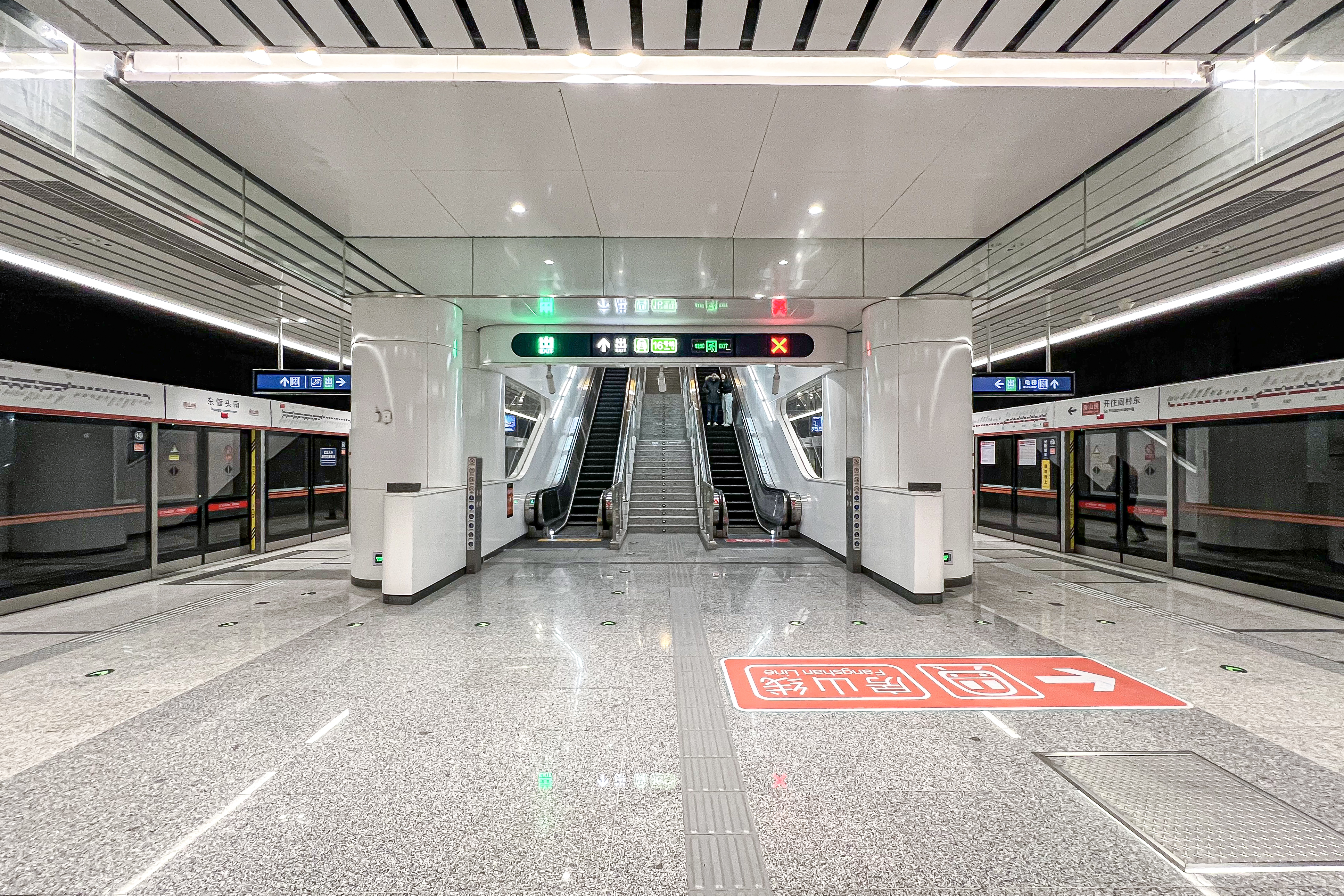
房山線ホーム

2路線ともに島式ホーム1面2線を有する地下駅。

## 駅周辺
- 浜水文化公園

## 隣の駅
北京地下鉄
■16号線
麗沢商務区駅 - 東管頭南駅 - 豊台駅
■房山線
首経貿駅 - 東管頭南駅